# Aneek Dhar
Aneek Dhar (en bengalí: অনীক ধর, en hindi: अनीक धर, nacido en el 26 de abril de 1990, Calcuta) es un cantante indio que ganó en un concurso de canto llamado "Sa Re Ga Ma Pa Challenge" el 13 de octubre de 2007. Tras recibir 3.65 votos dentro de su natal India, así como del extranjero.
Su primer álbum en solitario titulado "Khwaishein" fue lanzado en 2008, haciéndose conocer por primera vez como cantante profesional fuera de la India. Su álbum "Khwaishein" ganó el Premio denominado "Kalakar", en la categoría de Mejor Álbum de Música. También publicó su segundo álbum titulado "Agni". Su tercer álbum titulado "Manzil", formó parte de la banda sonora de una película de animación de Bollywood titulada "Bal Ganesh", junto a Shankar Mahadevan. En muchas películas bengalíes participó como intérprete de playback o reproducción. También ha interpretado temas musicales para varias series populares en bengalíes.

## Acontecimientos
Hace poco salió con su primer álbum en solitario titulado "Khwahishein".
- Ganador de Zee TV Sa Re Ga Ma Pa Challenge 2007.
- Ganador de Zee Bangla Sa Re Ga Ma Pa.
- Ganador de la competencia Nalandasree 8 veces seguidas (1998-2006).
- Finalista de la "caza talentos Jatin-Lalit" por el canal de televisión TARA BANGLA.
- Stood segunda en el concurso de canto titulado "Estrella de Calcuta" por TAAZA-TV, Kolkata.
- Finalista en el concurso de canto "Golden-Voice" Zee Bangla Música y el Primer.
- Finalista en la competencia de canto de "Gai Bhalobashi Tai" por el canal "Bangla Akaash".
- Finalista en la competencia de canto "Eto Noy shudhu gaan" por Tara Music Channel.
- Stood cuarto en el Salón Zee TV "Ek Ek Se Badhkar", junto con Shayantani Ghosh.
- Ganador del Kalakar Awards 2008 en la categoría de Mejor Álbum de Música para el álbum - "KHWAISHEIN".
- "Ananya Sanmaan" del canal de noticias "24 Ghanta" Junto con Sourav Ganguly, Ghosal Shreya y Pandit Ajoy Chakraborty.
- Ganador del premio "Telegraph" por el talento en la música.

## Discografía
- KHWAISHEIN Hindi ( Solo ) 2008	 Universal Music[2]

- AGNI Asami 2008	 AB Production
- MANZIL	 Hindi	 2007	Zee TV

## Películas en Playbacks
- Ami Achhi Sei Je Tomar	 Benagli	2011
- Unish Kurir Galpo	 Bengalí	2011
- Mon Bole Priya Priya	 Bengalí	2011
- Superstar	 Bengalí	2011
- Love Connection	 Bengalí	2010
- Kichhu Chaoa Kichhu Paoa Bengalí	2010
- Handa & Vonda	 Bengalí	2010
- Krishna	 Bengalí	2010
- Nayika	 Bengalí	2010
- Kolir Arjun	 Bengalí	2009
- Tomar Jonyo	 Bengalí	2008
- Bal Ganesh	 Hindi	2007